# Suchy Dąb (gromada)
Suchy Dąb – dawna gromada, czyli najmniejsza jednostka podziału terytorialnego Polskiej Rzeczypospolitej Ludowej w latach 1954–1972.
Gromady, z gromadzkimi radami narodowymi (GRN) jako organami władzy najniższego stopnia na wsi, funkcjonowały od reformy reorganizującej administrację wiejską przeprowadzonej jesienią 1954 do momentu ich zniesienia z dniem 1 stycznia 1973, tym samym wypierając organizację gminną w latach 1954–1972.
Gromadę Suchy Dąb z siedzibą GRN w Suchym Dębie utworzono – jako jedną z 8759 gromad na obszarze Polski – w powiecie gdańskim w woj. gdańskim na mocy uchwały nr 16/III/54 WRN w Gdańsku z dnia 5 października 1954. W skład jednostki weszły obszary dotychczasowych gromad Grabiny-Zameczek, Osice, Ostrowite, Suchy Dąb i Wróblewo ze zniesionej gminy Suchy Dąb w tymże powiecie. Dla gromady ustalono 15 członków gromadzkiej rady narodowej.
1 stycznia 1959 do gromady Suchy Dąb włączono obszar zniesionej gromady Krzywe Koło w tymże powiecie.
Gromada przetrwała do końca 1972 roku, czyli do kolejnej reformy gminnej. 1 stycznia 1973 w powiecie gdańskim w woj. gdańskim reaktywowano zniesioną w 1954 roku gminę Suchy Dąb (w latach 1976-91 zniesiona; od 1999 w woj. pomorskim).